# Lycodon muelleri
Lycodon muelleri är en ormart som beskrevs av Duméril, Bibron och Duméril 1854. Lycodon muelleri ingår i släktet Lycodon och familjen snokar. Inga underarter finns listade i Catalogue of Life.
Denna orm förekommer i norra Filippinerna. Den hittades på Batan, Luzon, Mindoro, Catanduanes, Polillo och på några mindre öar.  Arten lever i kulliga områden och i bergstrakter mellan 125 och 850 meter över havet. Habitatet varierar mellan skogar, jordbruksmark och andra förändrade landskap. Honor lägger ägg.
Beståndet hotas lokalt av skogsröjningar. Hela populationen anses vara stabil. IUCN kategoriserar arten globalt som livskraftig.